# 패트릭 힐러리
패트릭 존 힐러리(영어: Patrick John Hillery, 아일랜드어: Pádraig J. Ó hIrghile 파드라그 존 오 흘기러, 1923년 5월 2일~2008년 4월 2일)는 아일랜드의 정치인으로 1976년 12월부터 1990년 12월까지 아일랜드의 제6대 대통령을 역임했다. 또한 1973년부터 1976년까지 유럽 연합 집행위원회 부위원장 겸 유럽사회위원회 위원, 1969년부터 1973년까지 외교부 장관, 1966년부터 1969년까지 노동부 장관, 1965년부터 1969년까지 산업통상자원부 장관, 1959년부터 1965년까지 교육부 장관을 역임했다. 1951년부터 1973년까지 클레어 선거구에서 타흐터 달러(TD)로 재직했다.
1973년, 그는 아일랜드가 유럽 경제 공동체에 가입한 후 아일랜드의 첫 번째 유럽 집행위원으로 임명되었으며, 1976년 아일랜드 대통령이 될 때까지 재임했다. 그는 대통령직에서 두 번의 임기를 수행했다. 다소 무능한 대통령으로 여겨졌지만, 그는 공직에 안정성과 품위를 부여한 공로를 인정받았고, 1982년 정치적 위기 동안 자신의 피어너 팔 당으로부터 정치적 압력을 견뎌냈다는 사실이 밝혀지면서 널리 존경을 받았다.

## 정치 경력
힐러리는 자신의 정치적 성향은 아니었지만, 클레어의 고위 피어너 팔 하원의원이자 당 지도자이자 전 총리였던 에이먼 데 벌레라의 압력에 따라 1951년 총선에서 러닝메이트가 되기로 합의했다. 힐러리는 데 벌레라로부터 충분한 이적료를 받아 당선되었다.
데 벌레라는 1959년에 아일랜드 대통령으로 선출되었고, 숀 레마스에 의해 총리로 계승되었다. 레마스 치하에서 제임스 라이언, 숀 맥엔티, 패트릭 스미스와 같은 많은 당 원로들이 은퇴하였고, 브라이언 레니한, 도노 오말리, 찰스 호히, 닐 블레이니와 같은 새로운 세대의 정치인들이 정부에 소개되었다. 이 새로운 유형의 정치인 중 핵심 인물은 1959년에 교육부 장관으로서 첫 내각 직책을 부여받은 힐러리였으며, 그 직책은 잭 린치의 뒤를 이었다.

### 정부 장관
교육부 장관으로서 힐러리는 레마스의 리더십 아래 매우 중요한 부서에서 많은 혁신적인 사고를 담당했다. 1963년, 그는 주요 정책 연설을 통해 향후 10년 동안 도입될 많은 교육 개혁을 개괄적으로 설명했다. 여기에는 많은 사람들의 교육 기회 증가, 종합 학교 및 지역 기술 대학 설립이 포함되었다. 그는 또한 모든 공개 시험에 대한 학생들의 접근성을 제안했다. 교육부 장관으로서 힐러리는 후임 장관들이 자신이 시작한 개혁과 이니셔티브를 진전시킬 수 있는 토대를 마련했다. 도노 오말리는 무료 교육 도입으로 많은 공로를 인정받았지만, 사실 이 획기적인 발표 이전에 많은 기초를 닦은 사람은 힐러리였다.
1965년, 힐러리는 린치의 뒤를 이어 산업통상부 장관으로 취임했다. 이 부서는 아일랜드 경제를 활성화하는 데 가장 중요한 부서 중 하나로 여겨졌다. 힐러리는 산업 분쟁으로 인해 타격을 받기 시작한 1966년에 아일랜드 최초의 노동부 장관이 되었다. 이 새로운 부서는 몇 년 동안 레마스의 야망이었다.
레마스는 1966년 11월에 총리와 피어너 팔의 지도자직을 사임했는데, 이는 그의 많은 정치적 친구들에게 충격적이었다. 힐러리는 레마스의 초대를 받아 당의 지도자로서 자신의 이름이 나아갈 수 있도록 허락했지만, 그는 자신에게 관심이 없다는 설명을 거부했다. 잭 린치는 조지 콜리와의 지도자 경선 후 레마스의 뒤를 이었다. 힐러리는 린치 내각에서 노동부 장관직을 유지했으며, 1969년까지 재임했다.

## 유럽 연합 집행위원
아일랜드가 유럽 경제 공동체(ECC)에 성공적으로 가입한 후, 힐러리는 아일랜드 정치인 최초로 유럽 연합 집행위원회에서 활동하게 되어 보상을 받았다. 그는 유럽 연합 집행위원회 부위원장 겸 유럽사회위원회 위원으로 임명되었다. 유럽은 아일랜드에서 가장 유능하고 존경받는 정치인 중 한 명을 확보했지만, 잭 린치는 그의 동맹국 중 한 명과 린치의 은퇴 이후 지도부를 맡을 인물을 잃었다. 사회위원으로서 힐러리의 가장 유명한 정책 이니셔티브는 EEC 회원국들이 여성에게 동등한 임금을 지급하도록 강제하는 것이었다.

## 대통령직

### 교황 방문 중 발생한 가짜 "성 스캔들"
한때 독일의 《슈피겔》 잡지 독자들에 의해 세계에서 가장 섹시한 국가원수로 뽑혔지만, 힐러리가 대통령으로서 성 스캔들에 휘말릴 것이라고 예상한 사람은 거의 없었다. 그러나 1979년 9월, 교황 요한 바오로 2세의 방문을 위해 아일랜드를 방문한 국제 기자단이 아일랜드 동료들에게 힐러리가 대통령 관저에서 그와 함께 살고 있는 정부가 있다는 소문과 함께 유럽이 "풍요하다"고 말하면서 그와 그의 아내가 이혼하고 대통령직에서 사임하는 것을 고려하고 있다고 말했다. 그러나 그 이야기는 사실이 아니었다. 교황이 떠난 후 힐러리는 기자회견을 열어 충격을 받은 국가에 정부도, 이혼도, 사임도 없다고 말했다. 실제로 이 소문에 대해 들어본 사람은 거의 없었다. 비평가들은 그가 외부 언론과 정치계에서 거의 듣지 못한 소문에 대해 왜 논평을 선택했는지 의문을 제기했다. 그러나 힐러리는 부인이 없는 상황에서 소문이 돌고 사실로 받아들여지는 것보다 대통령직을 위해 이야기를 없애는 것이 중요하다고 말하며 그의 행동을 옹호했다. 그는 당시 총리였던 잭 린치의 지지를 받았으며, 결정을 내리기 전에 자문을 구한 야당 지도자인 파인 게일과 프랭크 클루스키의 개릿 피츠제럴드의 지지를 받기도 했다. 2008년, 역사학자 존 월시는 아일랜드 정치계 내에서 힐러리에 대한 소문의 근원이 힐러리를 사임시키려 했던 피어너 팔의 찰스 호히의 지도자에 의해 심어졌다고 주장했다.
힐러리는 당시 총리였던 찰스 호히의 조언에 따라 1981년 엘리자베스 2세 여왕의 찰스 왕세자와 다이애나 스펜서 부인의 결혼식 초대를 거절하면서 헤드라인을 장식하기도 했다.

### 대통령으로서의 말년
1983년에 무투표로 재선된 힐러리는 그때까지 숀 T. 오켈리와 에이먼 데 벌레라와 함께 아일랜드 대통령직을 두 번 연임한 공로를 공유했다. 그는 대통령직에 출마하지 않은 세 명의 대통령 중 한 명이었으며, 다른 한 명은 더글러스 하이드와 케어벌 오덜리였다. 힐러리는 1990년에 퇴임하여 청렴성, 정직성, 의무에 대한 헌신으로 널리 찬사를 받으며 두 번의 임기를 채웠다. 이전의 힐러리의 이미지는 다소 훼손되었다(기묘한 성 루머를 제외하고는). 힐러리 대통령은 공직 생활에서 은퇴했다.
그는 2002년에 니스 조약에 대한 두 번째 국민투표에서 찬성 투표를 촉구하며 다시 공공 생활에 뛰어들었다.

## 사망
패트릭 힐러리는 2008년 4월 12일, 짧은 병환으로 더블린 자택에서 사망했다. 그의 가족은 전 대통령의 장례식을 완전히 치르기로 합의했다.
2023년 4월, 그의 출생 100주년을 기념하는 우표가 발행되었다.